# Identitaire beweging

Logo van de beweging, met de Griekse letter lambda (Λ = L). Ook de variant zwart op geel komt voor.

De identitaire beweging is een pan-Europese ideologische protestbeweging die pleit voor het behoud van de nationale identiteit van ieder land binnen de nationale grenzen. Ieder volk zou zijn eigen identiteit moeten kunnen handhaven. Met name massamigratie en islamisering worden gezien als een bedreiging voor de westerse cultuur en stabiliteit. Vaak wordt gepleit voor een terugkeer naar 'traditionele waarden' van de westerse wereld zoals de vooroorlogse christelijke leer en het klassieke gezin. Samenkomsten worden vaak gedreven door bezorgdheid over het verliezen van de eigen cultuur.
Een van de hoofdthema's is de massale immigratie van moslims, die de oorspronkelijke identiteit van Europa zou bedreigen. De opkomst van de beweging liep parallel met de War on Terror, die door de Verenigde Staten werd gestart als reactie op de aanslagen van Nine-eleven in 2001. De identitaire beweging is pan-Europees, dat wil zeggen dat zij zich baseert op een veronderstelde gedeelde Europese identiteit, maar met behoud van de nationale identiteit. Daarom zijn de aanhangers in het algemeen tegen de Europese Unie, die juist streeft naar het zoveel mogelijk verenigen van de Europese landen. De "Identitäre Bewegung Deutschland", de Duitse tak van de beweging, is door de Duitse binnenlandse veiligheidsdienst in 2019 geclassificeerd als extreemrechts. Ze vertoont gelijkenissen met het Amerikaanse alt-right.

## Oorsprong
De identitaire beweging werd in 2002 in Frankrijk als anti-islampartij opgericht door onder anderen Fabrice Robert en Guillaume Luyt, onder de naam "Bloc Identitaire – Mouvement social européen". In 2005 deed een plaatselijke afdeling in Nice voor het eerst mee aan kantonverkiezingen onder de naam "Nissa Rebela". Deze groep werd opgericht door Phillipe Vardon en Benoit Loeuillet. In 2009 werd deze omgevormd tot een landelijke politieke partij. 
In 2016 werd de Bloc Identitaire hernoemd tot Les Identitaires. De Franse tak heeft een jongerenafdeling die de naam Génération Identitaire (GI), of in het Engels Generation Identity draagt. Génération Identitaire werd lange tijd geleid door Phillipe Vardon.

## Buiten Frankrijk

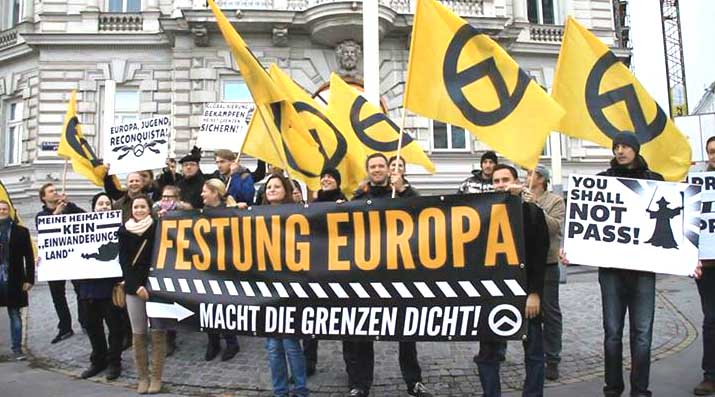
Anti-immigratie-demo in Wenen, november 2013

In Duitsland en Oostenrijk worden identitaire bewegingen gevolgd door de binnenlandse inlichtingendiensten. De Patriottische Europeanen tegen de islamisering van het Avondland (Pegida) kende er in 2014 opgang met ook vertakkingen in België, Nederland en het Verenigd Koninkrijk.
In 2012 is in Nederland het Identitair Verzet opgericht. 
In België werd Schild & Vrienden gelanceerd in 2017. In 2022 wilde de IJzerwake uitbreiden met een identitair muziekfestival, Frontnacht, dat na verzet echter werd geannuleerd.